# スノウドロップ (林明日香の曲)
「スノウドロップ」は、NHKの音楽番組『みんなのうた』で、2004年12月～2005年1月に放送された楽曲。作詞：林明日香、渡邊亜希子、作曲：林明日香、編曲：市川淳、歌：林明日香。